# Supreme Candy
《Supreme Candy》（日语：しゅぷれ～むキャンディ ～王道には王道たる理由があるんです!～，意譯：最高糖果～王道之所以為王道！～）是2008年9月26日由遊戲品牌枕發售的十八禁遊戲。
2008年4月21日在枕的官方網站以及Enterbrain的遊戲雜誌「TECH GIAN」6月號上首次公開情報。為繼《H2O -FOOTPRINTS IN THE SAND-》《√after and another》之後，枕的第3款作品，類型為戀愛冒險遊戲，女主角人數為7人。劇本和前二作一樣由藤倉絢一擔當。負責原畫的4名插畫家（いぬがみきら、梱枝りこ、深森、karory）皆為女性。
成人遊戲雜誌「TECH GIAN」「PUSH!!」兩雜誌的附錄DVD-ROM收錄有可進行遊戲開頭部分的體驗版（無角色語音）。產品的予約特典為枕的另一作《櫻之詩》（サクラノ詩）的第一章遊戲內容CD-ROM。

## 概要
登場角色中有多位稱得上是御宅族的人物，作中可以見到多處有關動畫、遊戲、藝人的戲仿。
另外也有《H2O -FOOTPRINTS IN THE SAND-》的遊戲、動畫相關題材，像是（魔法少女音羽）。

## 故事簡介
主角斗南優在童年時期因為某個原因變得討厭人類，從此長年過著沒有朋友的生活。
有一天，他不經意地看到鄰校內有小孩子和女學生開心地玩在一起。心想如果自己也能在那裡面就好了。
在回家的途中，撿到了寫著（Supreme Candy）的玻璃瓶罐。
兩種顏色的糖果，具有讓人「變年輕」或「變年老」的效果。優於是使用來接近女子高中的學生……。

## 登場人物

### 主要角色
斗南優
本作主角。個性溫和，但有著會惡意解釋別人講話內容的負面思考方式。
小學時自薦擔任照顧兔子的飼養股長，其中有一隻兔子「白雪」一直不肯親近而煞費苦心，但優卻相當喜歡白雪。有一天，白雪被同學玩弄致死，發狂的優因此對同學暴力相向。這件事情雖然被老師與班上同學責難，但害死白雪的同學沒有受到任何懲罰，於是優對人類感到絕望，從此避免與他人交流。與此同時，產生了痛恨人類、即使殺人也不會猶豫的另一個人格『他』，優的內心更是受到煎熬，在父親所傳授的密技「玫瑰人生」這招樂天思考方式的幫助下，讓『他』無法趁虛而入，並將『他』成功地壓制。然而優現在仍然與他人保持距離。
童年時期嚮往當魔法使，現在也還認為如果自己有魔法的話也能夠稍微和別人有交流。
露雪悠莉（聲：神村比奈）
頭上戴著兔耳帽的少女。因此不容易看出髮型為短髮。
凡事有自己的步調，頭腦優秀。特別的是喜歡一般女性不會接近的昆蟲與寄生蟲類。雖然因此受到女學生的欺侮，但本人絲毫不在意。和小孩子玩的時候會以「科學實驗」之名，從紙箱中叫出蜜蜂或蝙蝠。這些動物雖然嚇到兒童，但卻不會襲擊他們。弓音對這個「實驗」不怎麼喜歡，不過小孩們卻很中意。口頭禪是和。笑聲則是。
住在公園深部的豪宅，但因為悠莉只說是「住在公園裡」，使得優以為她無家可歸。身體能力很強，能夠以超越常人的速度奔馳、單手輕鬆揮舞公車站牌。睡覺時不穿衣服。不知為何討厭洗澡。
實際上悠莉並非人類，而是魔法世界的舊日支配者福斯福洛斯、赫斯珀洛斯創造出的存在。其身世之謎似乎和優有關係……。
長谷川·艾薩克·泉·梅賽德斯·雅可科（Hasegawa Isaac Izumi Mercedes Jakoko）　聲：金松由花
暱稱為雅可（ジャコ）。本身是有著詛咒鐮刀之名的兵器，由未來派來的暗殺者。因為優喜歡大胸部而開始喝牛乳。
雖然名字很特別，但依照雅可的說法，這是可能的條件下最棒的名字了。因為是來自未來的兵器，缺乏一般常識，有時會做出驚人之舉。
恐怖的鐮刀搭配魔法使一般的服裝，外表乍看下會令人聯想到萬聖節，不過沒有魔力的存在無法看到她所以並沒有影響。因為隨身帶著鐮刀移動，經常感到肩膀酸疼。和鐮刀的感觸相連結，如果有人碰觸會有感覺。不需要食物也能生存，但卻有愛吃與倔強的一面。偶爾會奇妙地將話反過來講（像是變成）。
原本是名為阿特罗波斯（Atropos）的女神（摩伊赖之一）。
天乃羽依　聲：芹園宮
優潛入女子學校時一見鍾情的少女。也是優年幼時所認識的魔法使少女。
童年時期坐著吸塵器飛上天空（魔法世界一般似乎都坐吸塵器），飛得不穩定飄搖的時候遇到了優，優建議出能夠安定搭坐的位置，從此兩人變得親睦。羽依以為優是「魔法使的前輩」而不斷提問，而優只能含糊帶過。但是因為某件事情，優並非魔法使的事情被識破，優就不再出現在羽依面前。羽依追著銷聲匿跡的優，以「調査人類世界」的名義從魔法世界來找尋。但因為優吃了糖果變身，一開始並沒有察覺。在和優初次相遇的回憶場所——「河邊」，期盼再次見面而住在橋下。
個性開朗，待人一致且心地善良。在陪小孩子玩的女學生當中算是隊長般的存在。擅長炒麵，但有時會做出巧克力風味的成品。在原畫集的短篇故事中，便因此惹來災難。
佐久間弓音　聲：川島梨乃
看穿優的真實身分的少女。興趣是用手機拍照，也因此識破小孩模樣的優和高中生的優其實是同一人物。對喜歡上羽依的優予以協助。愛惡作劇，不時會對優作怪。腦筋轉得很快，對她各式各樣的鬼點子優也經常感到脫力。在原畫集的短篇故事中，弓音為了在家政課拿到高分而想出了一個計謀。在學校與街上很容易遭遇的人物。聊起喜歡的東西就會停不下來。
隱性御宅族，後來被發現其實有在玩十八禁遊戲。引用點子豐富僅次於斗南夫婦。喜歡的食物是紅豆麵包。
湊向日葵　聲：楠鈴音
優的青梅竹馬。童年時和優在公園相遇，之後一起遊玩了數回，但因為某件事而失和。雙方住家很近，偶爾會不期而遇，但向日葵總是對優說一句對不起後跑走。
個性溫柔顧家，擅長料理。對零食滿懷熱情，可以整個假日都在街上尋找想要的零食。喜歡的東西是零食、蝸牛。
藍原時未　聲：野神奈奈
住家在優家鄰近的女子。對優而言是妹妹一般的存在。
某日優弄丟了Supreme Candy，正好被時未撿到。因為兩人有年齡差距，時未於是使用魔法糖果長大以接近優。
優在聽取變成熟的時未的名字時，將名字聽錯變成了（斷頭台）。
七星朱里　聲：松永雪希
轉學到優就讀的男子高中的少女。周圍的人都臆測是「和隔壁的女校弄錯了吧」，但當事人表示是「自己的意志」。
朱里的強勢態度壓過反對就讀男校的父母，因此為了賺取學費而打工。
由帶有親密感的小優和社團前輩這兩點，稱呼優為「小優輩」。

### 配角
斗南修
優的父親，想社的初代社長。
極度喜愛成人遊戲、動畫、漫畫、鐵道等領域的純種御宅族。和妻子百合子玩Cosplay做愛似乎是他的興趣。
傳授「玫瑰人生」（和自己講話的心情不好的對手就想成是「傲嬌」、走在路上和對向行人撞到肩膀就當成是「插旗了」的思考模式）給優的人。亦知道『他』的存在。
照理來說應該有相當歲數，但外貌、性格上都非常年輕。和百合子濃情似水，編織戀曲不挑場合的情況令優感到困擾。曾經Cosplay過和某漢堡店小丑不同顏色的版本。
斗南百合子（聲：芹園宮）
優的母親。和丈夫一樣看起來很年輕。
自從白雪的事件發生後，為了優變得自閉討厭人類而感到不捨，覺得家裡至少不該失去歡笑而每天表現得很開朗。
斗南家中最恐怖的存在。平時稱優為「優」、叫修為「阿修」，但是起鬨時就會變成「我家的蠢兒子」與「主人」。會極度擴大解釋優的言行舉止，大叫「老公你快過來呀！」呼喚修，接著開始騷動是斗南家日常的光景。曾經Cosplay過某電腦歌姬的異色版。
社長
現想社的社長。
勸誘優進入想社的人物。雖然經常幻想某十八禁遊戲的主要女主角並和她說話、有許多奇特的言行，但偶爾會以獨到的哲學觀對優提供建言。本人其實多才多藝。受到想社全員的信賴與尊敬，兄長般的存在。
田中
優的同班同學、僅有的友人之一。
隸屬於籃球社與學生會衛生部。會以對待朋友的方式接近優的男學生。雖然是個好人，但在朱里路線時會變了個樣。
福斯福洛斯、赫斯珀洛斯（Phosphorus Hesperus）　聲：神村比奈
從魔法世界來的舊日支配者。擅長時間跳躍的魔法，擁有神器『閃耀的偏方三八面體（Shining Trapezohdron）』，能夠往來可能事態之多様體的宇宙。福斯福洛斯、赫斯珀洛斯是啟明星、長庚星的形象化。
白雪
優小學時由學校飼養的兔子。不親近人類、也和兔群格格不入，當優餵食時會咬他的手，再撿過掉落的食物來吃。雖然受到優的照顧，但咬人的習慣導致被學生殺害。事情的經過令優的內心留下深刻的創傷。優當時幫白雪建立的墳墓現在仍然留存著。
他
存在優心中的另一個人格，在白雪事件時出現。自稱痛恨人類、殺人不眨眼的冷酷性格。擅長論說道理，煽動優因為白雪被殺的激情，令他使出暴力，將優所接受心理治療的論理在數秒內一一打垮。稱優為「騙子（liar）」（因為優以「玫瑰人生」讓自己相信『他』不見了）。
雖然用「玫瑰人生」可以控制在一定程度，但每次出現都讓優感到痛苦。

## 製作人員
- 原畫（各個角色的擔當者不同）
  - 露雪悠莉、雅可：いぬがみきら（除這部作品之外都使用狗神煌作為筆名）
  - 佐久間弓音、斗南優：深森（這部作品之後改筆名為水澤深森）
  - 湊向日葵、藍原時未、天乃羽依：梱枝りこ
  - 七星朱里：karory
- 劇本：SCA-自、藤倉絢一、柚子璃刃、Team N.G.X、彩音、千歲
- 主題歌：（不會飛的魔法使）
  - 作詞：藤倉絢一
  - 作曲編曲：Pixel Bee
  - 歌：やなぎなぎ

## 購入特典
- 商品同梱特典：「しゅぷれ～むキャンディ」特典冊子（原畫集）
- 予約活動特典：
- 店鋪特典
  - Sofmap：新圖電話卡、新錄戲劇CD 附特製小冊子（第1話、第2話）
  - MESSE SANOH：等身大新圖床單
  - Getchu屋：新圖電話卡

## 相關商品
書籍
- （雙葉社、2009年2月11日發售、ISBN 978-4-575-30106-9）

## 外部連結
- 官方網站 （页面存档备份，存于）（日語）